# Steel Panther
Steel Panther (tidigare känt som Metal Skool) är ett Los Angeles-baserat glamrockband. De är kända för sina humoristiska sångtexter och liveframträdanden. Bandet består av fyra medlemmar: "Michael Starr" (verkligt namn: Ralph Saenz), "Satchel" (verkligt namn: Russ Parrish), "Lexxi Foxxx" (verkligt namn: Travis Haley), och "Stix Zadinia" (verkligt namn: Darren Leader). De har hittills släppt 5 album: "Hole Patrol" (2003), "Feel The Steel" (2009)  "Balls Out" (2011), "All You Can Eat" (2014), "Lower the Bar" (2017), "Heavy metal rules" (2019) och "On the Prowl" (2023).
I juli 2021 gick bandet ut med att basisten Lexxi Foxxx lämnar bandet.

## Medlemmar

### Nuvarande medlemmar
- Michael Starr (Ralph Saenz) – sång, akustisk gitarr (2000- )
- Satchel (Russ Parrish) – gitarr, keyboard, bakgrundssång (2000– )
- Stix Zadinia (Darren Leader) – trummor, percussion, piano, keyboard, bakgrundssång (2000– )

### Tidigare medlemmar
- Lexxi Foxxx (Travis Haley) - basgitarr, bakgrundssång (2000–2021)

## Diskografi
Studioalbum
- 2003 – Hole Patrol (som Metal Shop, återutgiven 2005 som Metal Skool)
- 2009 – Feel the Steel
- 2011 – Balls Out
- 2014 – All You Can Eat
- 2017 – Lower the Bar
- 2019 – Heavy Metal Rules
- 2023 – On the Prowl

EP
- 2009 – Feel the Steel Sampler

Singlar
- 2002 – "Love Rocket" (som Danger Kitty)
- 2009 – "Death to All but Metal"
- 2009 – "Community Property"
- 2009 – "Eyes of a Panther"
- 2009 – "Don't Stop Believin'" (Journey cover)
- 2009 – "Sexy Santa"
- 2009 – "Fantasy" (Aldo Nova cover)
- 2010 – "I Want It That Way" (Backstreet Boys cover)
- 2011 – "If You Really Really Love Me"
- 2011 – "17 Girls in a Row"
- 2011 – "Just Like Tiger Woods"
- 2014 – "Party Like Tomorrow Is the End of the World"
- 2014 – "The Burden of Being Wonderful"
- 2014 – "Gloryhole"